# HD 83380
HD 83380，又名CD-31 7458，SAO 200561、HR 3833，是一颗恒星，视星等为5.63，位于銀經261.91，銀緯14.81，其B1900.0坐标为赤經9h 32m 51.6s，赤緯-31° 14.81′ 45″。